# Laborant

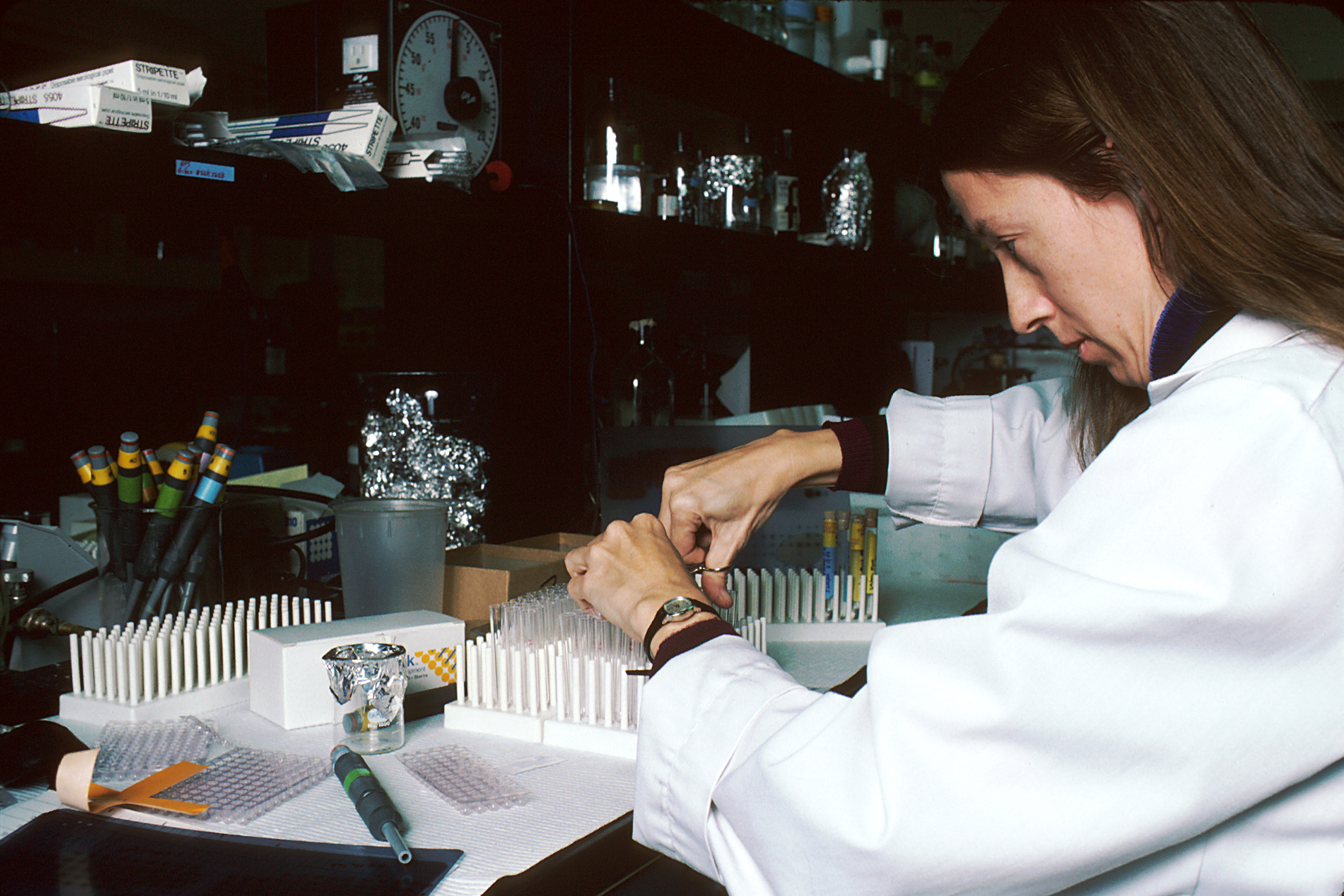
Een laborante doet oncologisch onderzoek in het laboratorium, 1980

Een laborant  of analist, ook wel laboratoriumtechnoloog genoemd, is een gespecialiseerde medewerker in een laboratorium van bijvoorbeeld een ziekenhuis, universiteit of bedrijf. Hij of zij onderzoekt en analyseert allerlei (bio)chemische stoffen. In Nederland wordt deze functie ook wel omschreven als laboratoriummedewerker en Vlaanderen kent de functie laboratoriumassistent.
De laborant is verantwoordelijk voor het deskundig uitvoeren van het onderzoek, waaronder het registreren, bepalen en bijhouden van meetresultaten, het zorgen voor veilige werkomstandigheden, het bedienen van apparaten, controle op voorraden en de statistische verwerking van onderzoeksresultaten.

## Werkterrein

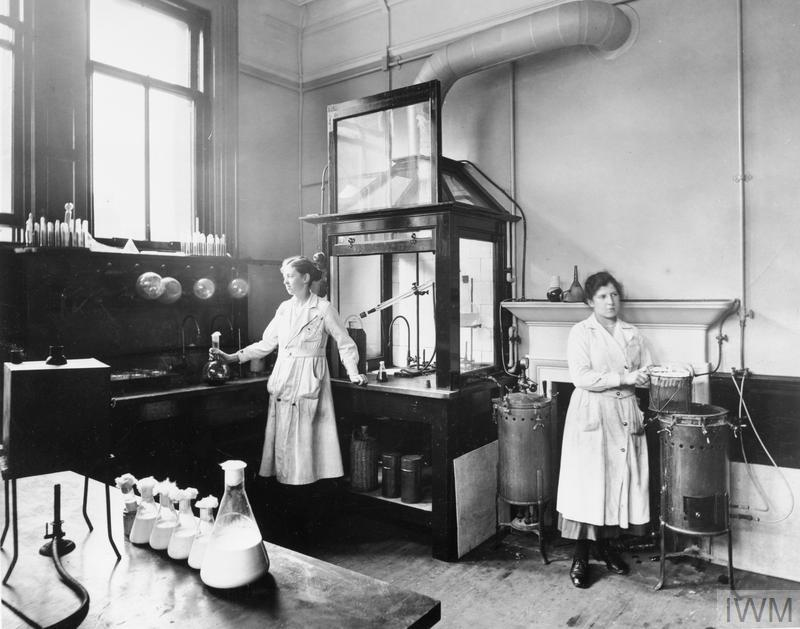
Laboranten in Glasgow tijdens de Eerste Wereldoorlog

Het werkterrein van een (medisch of biochemisch georiënteerde) laborant kan bijvoorbeeld de gezondheid van de mens betreffen. Op een klinisch lab neemt deze laborant bijvoorbeeld bloed af, verzamelt urine, feces of ander monstermateriaal om dit te analyseren.
Verdere voorbeelden zijn het onderzoeken van allerlei voedingsmiddelen, bijvoorbeeld chocolade of de invloed op het cholesterolgehalte in het lichaam. Ook kan een (chemisch georiënteerde) analist bijvoorbeeld een bijdrage leveren in het onderzoek en ontwikkeling van onder andere cosmeticaproducten zoals shampoo en haarkleurmiddelen. Ook zijn er botanisch en zoölogisch analisten en laboranten.
Een laborant doet ook onderzoek naar het vormen van nieuwe chemische verbindingen. Deze producten dienen veilig te zijn, voordat het in productie gebracht mag worden; ook hier doet een laborant onderzoek naar.
In de internationale handel speelt de (chemisch) laborant een rol als onafhankelijk deskundige bij de certificering van goederen.

## Opleidingen

### Nederland
In Nederland heeft een laborant gewoonlijk een mbo-diploma niveau 4, oftewel niveau van gespecialiseerd beroepsbeoefenaar. Met een mbo-diploma niveau 3 (middenkaderfunctionaris) start men eerder als laboratoriumassistent. Een analist daarentegen is in Nederland iemand die een hbo-opleiding zoals specifiek het hoger laboratoriumonderwijs (hlo) of middelbaar laboratoriumonderwijs (mlo) heeft doorlopen.

### Vlaanderen
Een laborant wordt in Vlaanderen opgeleid aan een hogeschool. Hij behaalt na drie jaar studie een (professionele) bachelor in de laboratoriumtechnologie. De functiebenaming is (klinisch) laborant.
Daarnaast bestaat er in het technisch secundair onderwijs een laboratoriumopleiding. Deze leidt naar een functie van laboratoriumassistent, voor meer routinematig onderzoekswerk.

## Specialisaties
Er bestaan verschillende specialisaties:
- een klinisch (chemisch) laborant werkt hoofdzakelijk in een ziekenhuislaboratorium. Ook medisch laboratoriumtechnoloog genoemd.
- een chemisch laborant of chemisch analist is gespecialiseerd in analytische bepalingen en werkt over het algemeen in de industrie
- een farmaceutisch laborant heeft verstand van farmaceutisch-biologische technieken en werkt voornamelijk in farmaceutische nijverheid of -onderzoekscentra.
- een milieulaborant werkt in een milieulaboratorium, is gespecialiseerd in analytische bepalingen betreffende bijvoorbeeld afvalwater of emissiegassen. De laborant werkt vaak alleen bij een bedrijf of in verband bij de overheid.